# Engels wissel

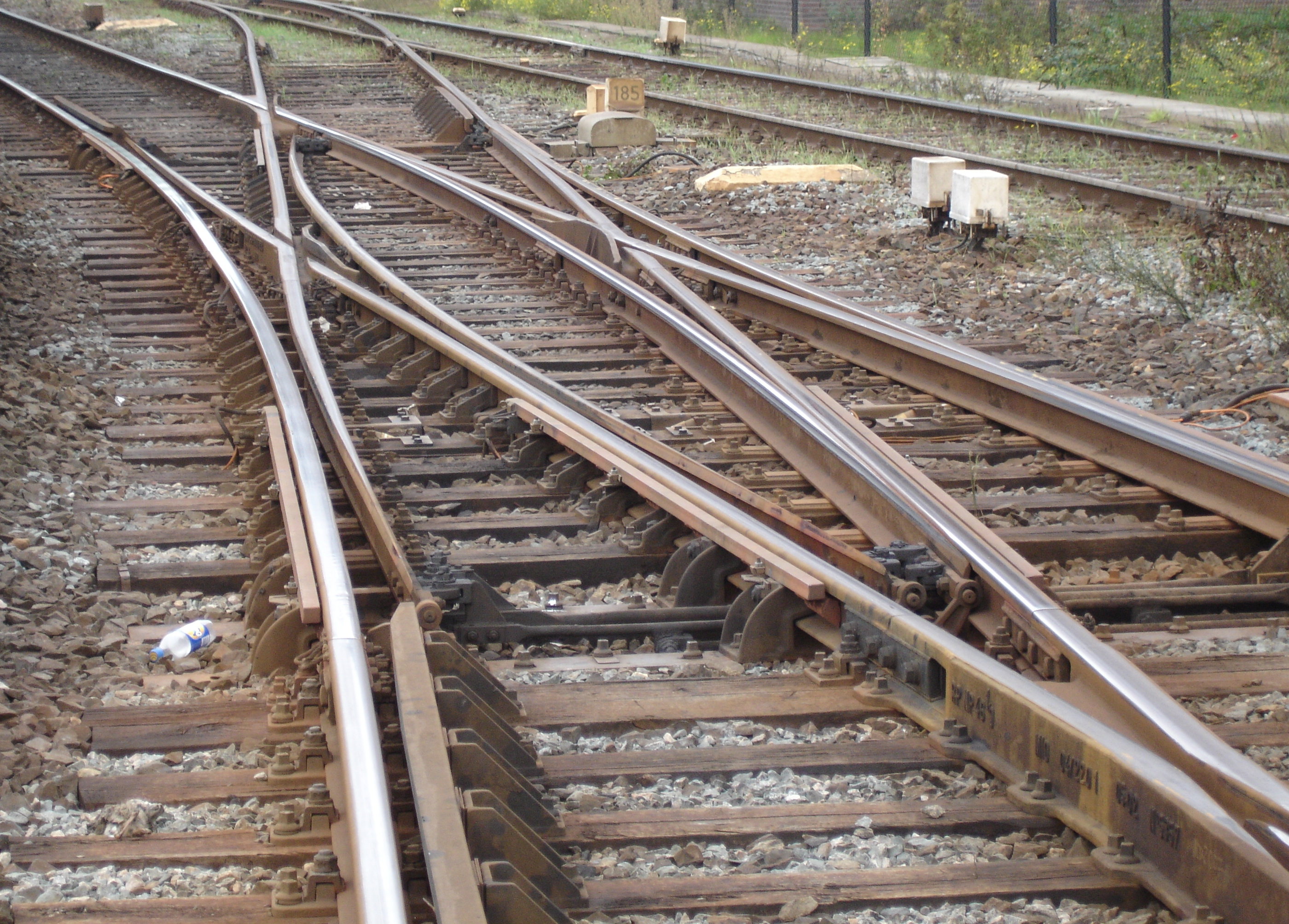
Een heel Engels wissel

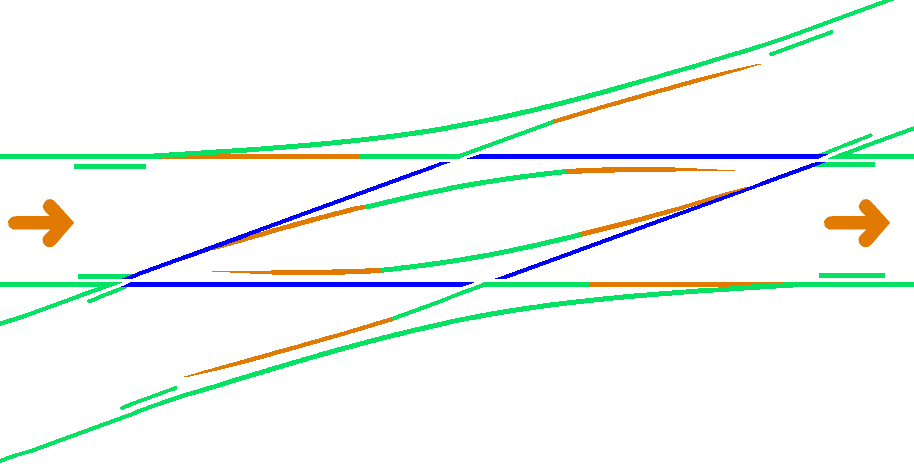
Bij een normaal Engels wissel liggen vier van de acht tongen binnen de ruit (blauw).

Werking van een Engels wissel. De pijlen geven aan dat er op elk moment maar een verbindingsmogelijkheid is. De standen van de vier tongen links worden bepaald door de positie van de pijl rechts en omgekeerd.

Een half Engels wissel, waarbij een van de vier verbindingsmogelijkheden ontbreekt.

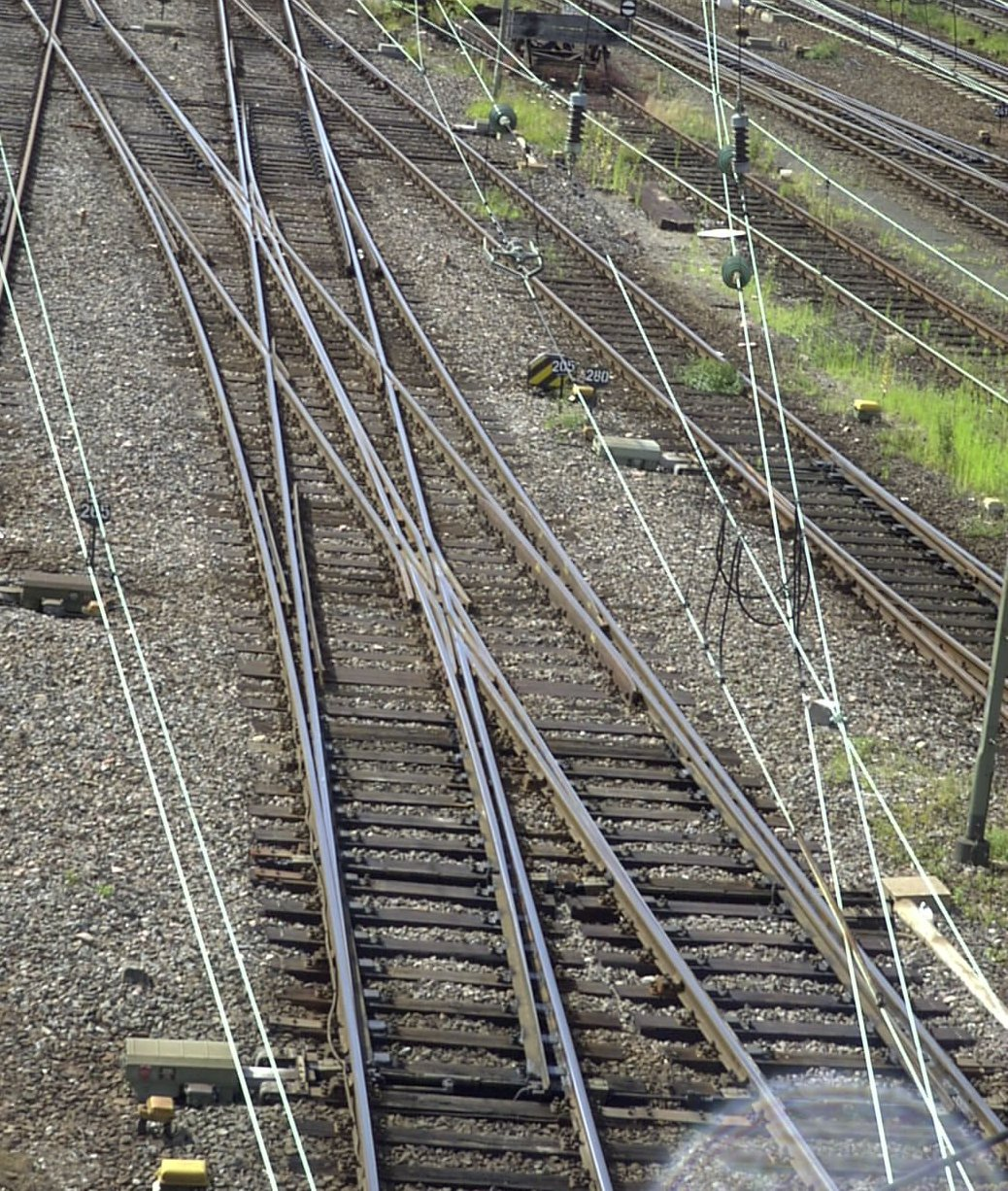
Bäseler wissel, Engels wissel met buitenliggende tongen (voor hogere snelheden)

Een Engels wissel is een constructie in een spoorlijn om twee wissels te combineren op een plek waar weinig ruimte is. Een Engels wissel is ook te zien als een kruising met de mogelijkheid op het kruisende spoor over te stappen. Dit is zo'n groot voordeel dat men op een spoorwegemplacement maar weinig vaste kruisingen zal aantreffen, maar des te meer Engelse wissels.
Twee (gewone) wissels met de tongen naar elkaar bieden dezelfde mogelijkheden als een Engels wissel, maar dat kost meer ruimte. Een Engels wissel biedt nog het extra voordeel dat in twee richtingen een rechtdoorgaande treinbeweging mogelijk is. Een Engels wissel heeft acht tongen, verdeeld over twee viertallen, waarbij een viertal steeds tegelijk wordt omgezet. Een combinatie van standen van de acht tongen die beide rechtdoorgaande bewegingen zou toelaten komt daardoor niet voor.
Bij een half Engels wissel, dat overigens niet zo veel voorkomt, is een van de "overstapmogelijkheden" weggelaten.

## Snelheid
In Nederland is de maximumsnelheid waarmee over een Engels wissel in afbuigende stand gereden kan worden 40 km/h. In de doorgaande stand kan met de plaatselijk toegestane snelheid worden gereden.
Met een hoge snelheid over een Engels wissel rijden stelt hoge eisen aan de staat van onderhoud om overmatige slijtage en discomfort te voorkomen. Daarom wordt een Engels wissel buiten de stations niet zo vaak gebruikt. Daar is vaak meer ruimte en legt men liever twee wissels met de tongen naar elkaar. Dat is bijvoorbeeld de situatie bij station Barneveld Noord, waar een enkelsporige lijn samenkomt met een dubbelsporige lijn. Een trein die van Barneveld naar Amersfoort rijdt, moet daardoor een beetje zigzaggen om op het rechter spoor te komen, maar dat wordt minder bezwaarlijk gevonden.
Aan de andere kant van de Kippenlijn, bij Ede-Wageningen, lagen tot de zomer van 2022 meerdere Engelse wissels in doorgaande sporen waar de treinen met 140 km/h passeerden.

## Bäseler wissel
Bij een Engels wissel liggen vier van de acht tongen binnen de ruit in het midden. Bij een variant op het Engels wissel, het Bäseler wissel, liggen de tongen buiten de ruit, waardoor de bogen ruimer zijn en met hogere snelheden over het wissel gereden kan worden, ook bij afbuigende treinbewegingen. Een Bäseler wissel wordt ook wel 'Engels wissel met buitenliggende tongen' genoemd. Dit type wissel wordt niet veel toegepast omdat het complex en kostbaar is. Het is genoemd naar de Duitse spoorwegingenieur Wolfgang Bäseler.

## Modelbouw
Bij liefhebbers van modelspoor werd een Engels wissel vroeger ten onrechte kruiswissel genoemd. Dit is vermoedelijk een verkeerde vertaling van de correcte Duitse naam Kreuzungsweiche, maar het synoniem Engländer is in het Duits ook bekend.
In een modelwissel kan de bediening van de wisseltongen anders werken dan in het voorbeeld. De vier tongen die in het voorbeeld tegelijk in dezelfde richting bewegen, zijn verdeeld in twee paren die tegen elkaar in bewegen en wel tegelijk met de vier wisseltongen aan de andere kant. Zo is er één stand waarin beide rechtdoorgaande bewegingen zijn toegestaan en een waarin beide afbuigende bewegingen zijn toegestaan, waardoor slechts één wisselsteller met twee standen volstaat. Doordat in het model de wisseltongen scharnieren in plaats van buigen, is er minder ruimte nodig en zitten ze elkaar niet in de weg wanneer de vier tongen binnen de ruit allen losliggen van de rechte spoorstaven.